# Roland Culver
Roland Culver (Highgate, 31 agosto 1900 – Henley-on-Thames, 1º marzo 1984) è stato un attore britannico.

## Filmografia parziale

### Cinema
- Il francese senza lacrime (French Without Tears), regia di Anthony Asquith (1940)
- Volo senza ritorno (One of Our Aircraft Is Missing), regia di Michael Powell ed Emeric Pressburger (1942)
- Missione segreta (Secret Mission), regia di Harold French (1942)
- Il primo dei pochi (The First of the Few), regia di Leslie Howard (1942)
- Duello a Berlino (The Life and Death of Colonel Blimp), regia di Michael Powell ed Emeric Pressburger (1943)
- Incubi notturni (Dead of Night), regia di Alberto Cavalcanti, Charles Crichton, Basil Dearden e Robert Hamer (1945)
- Intermezzo matrimoniale (Perfect Strangers), regia di Alexander Korda (1945)
- A ciascuno il suo destino (To Each His Own), regia di Mitchell Leisen (1946)
- Un delitto nella notte (Wanted for Murder), regia di Lawrence Huntington (1946)
- Bellezze in cielo (Down on Earth), regia di Alexander Hall (1947)
- Singapore, regia di John Brahm (1947)
- Il valzer dell'imperatore (The Emperor Waltz), regia di Billy Wilder (1948)
- Il grande amante (The Great Lover), regia di Alexander Hall (1949)
- Trio, regia di Ken Annakin (1950)
- Hotel Sahara, regia di Ken Annakin (1951)
- Stupenda conquista (The Magic Box), regia di John Boulting (1951)
- Il terrore di Londra (The Hour of 13), regia di Harold French (1952)
- Servizio segreto (Rough Shoot), regia di Robert Parrish (1953)
- Controspionaggio (Betrayed), regia di Gottfried Reinhardt (1954)
- L'uomo che amava le rosse (The Man Who Loved Redheads), regia di Harold French (1955)
- L'ultima vendetta (The Ship That Died of Shame), regia di Basil Dearden (1955)
- Occhio alle donne (Touch and Go), regia di Michael Truman (1955)
- Safari, regia di Terence Young (1956)
- Il cerchio rosso del delitto (The Vicious Circle), regia di Gerald Thomas (1957)
- Buongiorno tristezza (Bonjour tristesse), regia di Otto Preminger (1958)
- L'anno crudele (Term of Trial), regia di Peter Glenville (1962)
- La vergine di ferro (The Iron Maiden), regia di Gerald Thomas (1963)
- Una Rolls-Royce gialla (The Yellow Rolls-Royce), regia di Anthony Asquith (1964)
- Agente 007 - Thunderball (Operazione tuono) (Thunderball), regia di Terence Young (1965)
- Alla ricerca di Gregory (In Search of Gregory), regia di Peter Wood (1969)
- Le incredibili avventure del signor Grand col complesso del miliardo e il pallino della truffa (The Magic Christian), regia di Joseph McGrath (1969)
- Frammenti di paura (Fragment of Fear), regia di Richard C. Sarafian (1970)
- L'agente speciale Mackintosh (The MacKintosh Man), regia di John Huston (1973)
- Dopo la vita (The Legend of Hell House), regia di John Hough (1973)
- Il magnate greco (The Greek Tycoon), regia di J. Lee Thompson (1978)
- Taglio di diamanti (Rough Cut), regia di Don Siegel (1980)
- Il missionario (The Missionary), regia di Richard Loncraine (1982)

### Televisione
- Missione segreta (Espionage) – serie TV, episodio 1x18 (1964)
- Attenti a quei due (The Persuaders!) – serie TV, episodio 1x21 (1972)
- Il gobbo di Notre Dame (The Hunchback of Notre Dame), regia di Michael Tuchner – film TV (1982)

## Doppiatori italiani
- Bruno Persa in Buongiorno tristezza, Agente 007 - Thunderball (Operazione tuono)
- Giorgio Capecchi in Duello a Berlino
- Aldo Silvani in A ciascuno il suo destino
- Sandro Ruffini in Singapore
- Mario Besesti in Controspionaggio
- Sergio Fiorentini in Attenti a quei due
- Giorgio Piazza in Bellezze in cielo (ridoppiaggio)
- Dario Penne in Incubi notturni (doppiaggio tardivo)